# Kanton Douvres-la-Délivrande
Kanton Douvres-la-Délivrande (fr. Canton de Douvres-la-Délivrande) byl francouzský kanton v departementu Calvados v regionu Dolní Normandie. Skládal se z 10 obcí. Zrušen byl v roce 2015.

## Obce kantonu
- Bernières-sur-Mer
- Cresserons
- Douvres-la-Délivrande
- Hermanville-sur-Mer
- Langrune-sur-Mer
- Lion-sur-Mer
- Luc-sur-Mer
- Mathieu
- Plumetot
- Saint-Aubin-sur-Mer